# Tzigane (muziekgezelschap)
Tzigane is een muziekgezelschap van het Utrechtsch Studenten Corps, bestaande uit een zigeunerorkest en een swingband. 

## Historie
Het gezelschap vond zijn oorsprong bij een Weens strijkje opgericht op 24 november 1910. Deze allereerste bezetting bestond uit drie strijkers, een bassist en twee pianisten, onder de naam les Tziganes: kortweg Tzigane. Het strijkje was erg populair in en buiten Utrecht. Het midzomernachtconcert vormde het jaarlijks hoogtepunt. In de jaren 1920 raakte de toenmalige bezetting echter uitgekeken op de Weense walsjes. Men zocht een nieuwe muzikale uitdaging en vond deze in de Hongaarse en Roemeense zigeunermuziek. Daarmee was Tzigane het eerste Nederlandse zigeunermuziekensemble; pas later zijn er in andere steden (corporale) zigeunerorkesten ontstaan. Het gezelschap schiep hierdoor mede het klimaat waarin zigeunermuziek in Nederland populair werd, en waarin veel zigeuners naar Nederland kwamen. Nog altijd verbazen 'echte' zigeuners zich over het in verhouding grote aantal Nederlanders (voornamelijk studenten) dat de zigeunermuziek vertolkt. Het gezelschap onderhield in de jaren 1950 nauwe contacten met Tata Mirando, en het werd gedurende circa twee decennia intensief begeleid door cymbalist Timi Balázs. Tzigane maakte concertreizen in Europa en daarbuiten. In de jaren 50 was Tzigane enkele zomers lang het vaste salonorkest op de Holland-Amerika Lijn.
Begin jaren 30 werd – mede door de immense populariteit van 'Glenn Miller'-muziek – een jazzband genaamd The Red Eighteen opgericht. Deze band, onder leiding van Jules Warren, trad jarenlang met groot succes op. In de jaren 1960 waren er de Jimmy Walker Feetwarmers die met een plaatje, opgenomen ter gelegenheid van het lustrum van het USC 'Jimmy Walker', hoog in de hitparade belandden. De traditie van jazzbands zou later overgaan in Tzigane Swing, dat in zijn huidige vorm is ontstaan als Billie´s vakantieband en sinds begin jaren 1980 onafgebroken bestaat. De zigeunerkapel (Tzigane) en de swingband (Tzigane Swing) vormen samen het overkoepelende muziekgezelschap 'Tzigane'.
In 1959 was er gedurende drie maanden een vorm van samenwerking tussen de beide stijlen die verder ging dan de gebruikelijke met swing in de danszaal en zigeuner in de wijnbar. Er werd een combinatie gevormd van drie leden uit de ene sectie en drie uit de andere teneinde als scheepsorkest op het ms Johan van Oldenbarnevelt met alle soorten muziek een cruise in de Pacific op te luisteren. Dit uitje was ingebed in een complete reis om de wereld met een vaart door  zowel het Suez- als het Panamakanaal.
Het gezelschap 'Tzigane' vierde in november 2010 zijn 100-jarig bestaan. Op 26 november kreeg het, mede wegens de verdiensten voor de Nederlandse zigeunermuziektraditie, de Koninklijke Erepenning overhandigd door burgemeester Aleid Wolfsen.

## Huidige ensembles

### ZigeunerkapelTzigane
Tzigane is het oudste nog bestaande Nederlandse zigeunerorkest. De bezetting bestaat uit: twee violen, altviool, cello, cimbaal en contrabas, soms aangevuld met gitaar, accordeon en klarinet. Deze bezetting biedt de mogelijkheid naast Hongaarse en Roemeense zigeunermuziek ook zigeunerjazz, walsen en tango’s te spelen.
In het verleden volgde het gezelschap masterclasses bij verscheidene zigeunergrootheden, waaronder Boross Lajos en Sándor 'Buffó' Rigó. Recentelijk kreeg Tzigane nog les van Puka Károly en Lajos Sárközy junior. Het afgelopen decennium heeft Tzigane reizen ondernomen naar Portugal, Engeland, Frankrijk, Oostenrijk, Hongarije, Zimbabwe, Duitsland, de Verenigde Staten, Bermuda en Italië.
Samen met de andere corporale zigeunergezelschappen organiseert Tzigane eens per jaar de Midzomer Zigeunersoirée. Ter sociëteite van het ontvangende gezelschap wordt dan een avondvullend zigeunermuziekfeest gegeven.

### SwingbandTzigane Swing
De swingbezetting bestaat uit een zangeres, een ritmesectie en een blazerssectie. Momenteel bestaat de ritmesectie uit drums, contrabas, piano en gitaar. De blazers zijn twee saxofonisten en een trompettist. Door de jaren hebben er ook bandleden binnen de swingkapel klarinet, trombone, banjo en viool gespeeld. De swingband speelt louter jazz en dan vooral de bekende Amerikaanse 'jazz standards'.
Sinds de jaren 1980 heeft de swingband er een traditie van gemaakt om jaarlijks in de zomer naar de Provence te gaan om daar een tour te maken langs verscheidene kleine dorpjes. Ook kende de Swing een equivalent van de Zigeunersoirée: de legendarische Billie's Jazznight.

### Bezettingen van oud-leden
Naast deze twee huidige studentenbezettingen, is een aanzienlijk aantal oud-leden van Tzigane nog steeds actief in de zigeuner- en jazzmuziek. Vrijwel alle bezettingen sinds de jaren 50 zijn in enigerlei vorm met elkaar blijven musiceren. Naast deze oude bezettingen zijn recentelijk, in de aanloop naar het 100-jarig bestaan van het gezelschap in 2010, nog enkele extra ensembles samengesteld. Zo heeft men het oorspronkelijke Weense strijkje nieuw leven ingeblazen, onder de naam les Tziganes. Ook is er een aparte zigeunerjazz-bezetting opgericht (Tzigane Hot Club), en een bigband: de Red Hot Hundred.